# Дімітрішвілі Темур Георгійович
Темур Георгійович Дімітрішвілі (нар. 14 жовтня 1971, Тбілісі, Грузинська РСР) — грузинський футболіст, захисник та півзахисник.

## Життєпис
Вихованець клубів «Юний динамівець» (Тбілісі) та «Металург» (Руставі) (тренер — Ю. Кенкішвілі). Футбольну кар'єру розпочав у 1988 році у тбіліському «Динамо», в складі якого виступав до 1989 року. Дебютував у першій команді «динамівців» 29 травня 1989 року в програному (0:3) виїзному поєдинку 6-го туру групи «Г» Кубку Федерації футболу СРСР 1989 року проти мінського «Динамо». Темур вийшов на поле в стартовому складі та відіграв увесь матч. Цей матч виявився єдиним у першій команді «Динамо». У 1990 році приєднався до складу вищолігового клубу «Горда» (Руставі), кольори якого захищав до 1994 року (51 матч, 1 гол).
Сезон 1994/95 років розпочав у клубі «Шевардені-1906» (Тбілісі). Під час зимової перерви виїхав до України, де підписав контракт з луганською «Зорею-МАЛС». Дебютував у футболці луганчан 5 березня 1995 року в переможному (4:0) виїзному поєдинку 18-го туру Вищої ліги проти запорізького «Торпедо». Дімітрішвілі вийшов на поле в стартовому складі та відіграв увесь матч. У складі «Зорі» в чемпіонатах України зіграв 46 матчів, ще 1 поєдинок відіграв у кубку України. Під час зимової перерви сезону 1996/97 років повернувся до Грузії, де підписав контракт з «Динамо». У футболці тбіліського клубу провів 4 поєдинки.
У 1997 році підсилив інший столичний клуб, «Локомотив». У 1998 році виїхав до Азербайджану, де протягом сезону захищав кольори «Туран» (Товуз). У 1999 році повернувся в Грузію, протягом двох сезонів виступав у «Сіоні». Футбольну кар'єру завершив у складі «Мілані» (Цнорі), за команду якої виступав у сезоні 2001/02 років.